# Atacamit
Atacamit (Gallitzen, 1801), chemický vzorec Cu2(OH)3Cl, je kosočtverečný minerál. Pojmenován je podle naleziště – pouště Atacama, Chile

## Vznik

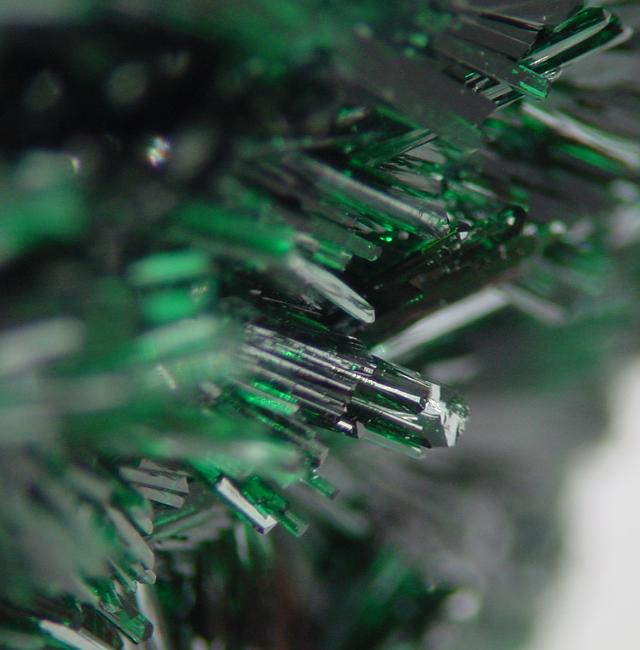
Atacamit

Vzniká hlavně v oxidační zóně ložisek mědi v aridních oblastech za přístupu solných roztoků buď mořských, nebo ze solných jezer. Dále vzniká při sopečné činnosti (fumaroly).

## Morfologie
Tvoří tenké, podle {001} sloupcovité, stébelnaté a často paprsčitě uspořádané krystaly s lesklými koncovými plochami. Na krystalech jsou obvykle přítomny tvary e {011}, m {110}, b {010}, r {111}. Plochy {110} a další krystalové tvary v zóně [001] jsou paralelně rýhovány s [001], plochy {010} také rýhovány paralelně s {-1.0.1}. Dvojčatí ve dvojčatech i trojčatech jak penetračních, tak dotykových.

## Vlastnosti
- Fyzikální vlastnosti: Tvrdost 3 – 3,5 (lze rýpat měděným drátem), hustota 3,76 g/cm³, štěpnost dokonalá podle {010}, podle {101} dobrá, lom lasturnatý, křehký
- Optické vlastnosti: Barva zelená v nejrůznějších odstínech, obvykle smaragdově zelená až černozelená, lesk diamantový až skelný, průhledný až jen průsvitný, vryp jablečně zelený.
- Chemické vlastnosti: Složení: Cu 59,51 %, O 11,24 %, H2O 12,65 %. Dobře rozpustný v kyselinách i v amoniaku. Na uhlí se taví. Plamen barví do modra.

## Podobné minerály
- Malachit
- Olivenit

## Využití
Ruda mědi.

## Naleziště
Řídce se vyskytující minerál.
- Česko – neověřený výskyt z dolů na Dědově hoře u Hořovic. Ložisko Hamr u Stráže pod Ralskem – v tmelu pískovců.
- Slovensko – nově z Gelnice v až 1 mm velkých sloupcovitých krystalech.
- Chile – původně popsán z ložisek Cu v prov. Atacama.
- Austrálie – překrásné krystaly pocházejí z ložisek např. Bura Bura.
- Itálie – Kampánie (Vesuv), Sicílie (Etna)
- Mexiko – Baja California oblast Boléo